# Pinsk
Pinsk (în belarusă Пі́нск, cu alfabet Łacinka: Pinsk, în rusă Пи́нск pronunție în rusă [pʲin̪s̪k], în poloneză Pińsk, în idiș פינסק) este un oraș din Regiunea Brest a statului Belarus, în Polesia, aflat la confluenta râurilor Pina și Prîpeat. Ținutul era cunoscut în trecut ca Mlaștina Pripet și se află la sud-vest de Minsk. Populația orașului este de 138.415 locuitori.

## Istoric
Orașul a fost atestat în anul 1097, fiind reședința unui principat rusesc. Pe parcursul timpului, a fost sub control lituanian, polonez, rus, din nou polonez, sovietic, german, sovietic, ca astăzi să facă parte din Belarus.

## Personalități născute aici
- Anzia Yezierska (1880 - 1970), scriitoare poloneză, emigrată în SUA;
- Simon Kuznets (1901 - 1985), economist evreu-american, Premiul Nobel pentru Economie;
- Sławomir Rawicz (1915 - 2004), ofițer polonez;
- Ryszard Kapuściński (1932 - 2007), jurnalist, scriitor polonez;
- Andrzej Kondratiuk (1936 - 2016), regizor, cineast polonez.